# Ishaq ben Ismail
Ishaq ibn Ismaïl at-Tiflissí (abans de 833 – 853), conegut com a Isaac a les fonts georgianes, fou emir de Tiflis (833-853). Va succeir el seu oncle Alí ibn Xuab que havia estat posat al govern pel califa després d'un període de emirs rebels (entre els quals el seu germà i fundador de la dinastia, Ismaïl ibn Xuab). Sembla que el 833 va refusar pagar el tribut al califa i hi va haver de fer quan es va enviar un exèrcit.
Sota el seu govern l'emirat va arribar al zenit del seu poder. Els reis de Kakhètia i Abkhàzia li pagaven tribut. Va combatre també als khàzars. Es va voler fer independent del califat abbàssida i va deixar de pagar el tribut aliant-se amb la noblesa local i al mthawar de Kakhètia; el governador d'Armènia Muhàmmad ibn Khàlid Bukhara Khoda (vers 844-849) va enviar al seu propi pare Khàlid contra Tiflis (844/845) però Ishaq va resistir i Khàlid va trobar la mort; un nou exèrcit el va venjar l'any següent derrotant a Ishaq però de manera no decisiva.
Finalment el califa al-Mutawàkkil va enviar una expedició dirigida pel general Bugha al-Kabir que, amb el suport dels bagràtides de Geòrgia, van conquerir i saquejar Tiflis el 853 i van matar l'emir que fou crucificat i decapitat.